# Ruský památník (Schellenberg)
Ruský památník v Hinterschellenbergu, městské části lichtenštejnského městečka Schellenberg, je památník, připomínající události z konce druhé světové války. Nachází se v blízkosti místního hostince "Wirtschaft zum Löwen" poblíž tehdejší říšské hranice s Lichtenštejnskem.
Památník připomíná ruské vojáky 1. ruské národní armády, kteří v řadách Wehrmachtu bojovali na východní frontě proti bolševickému SSSR. Spolu se svými rodinami tu na konci druhé světové války získali od Lichtenštejnska azyl, a na rozdíl oproti jiným ruským vojákům v britsko-americkém zajetí, nebyli vydáni zpět do SSSR.

## Popis památníku
Památník má tvar kruhové desky na podstavci. Na podstavci je vytesán následující nápis:
```
ZUR ERINNERUNG ERRICHTET DURCH DIE GEMEINDE SCHELLENBERG AM 3. MAI 1980 IM BEISEIN VON GENERALMAYOR 
A. HOLMSTON-SMYSLOWSKY
```

```
(VZTYČENO NA PAMĚŤ OBCÍ SCHELLENBERG 3. KVĚTNA 1980 V PŘÍTOMNOSTI GENERÁLMAJORA A. HOLMSTON-SMYSLOWSKÉHO)
```

Na samotné desce je pak nápis následujícího znění:
```
HIER IN HINTERSCHELLENBERG ÜBERSCHRITTEN IN DER NACHT VOM 2. AUF DEN 3. MAI 1945 DIE ASYLSUCHENDEN RESTE DER «1. RUSSISCHEN NATIONALARMEE DER DEUTSCHEN WEHRMACHT» UNTER GENERALMAJOR A. HOLMSTON-SMYSLOWSKY — ETWA 500 PERSONEN — IN VOLLER AUSRÜSTUNG DIE GROSSDEUTSCHE REICHSGRENZE NACH LIECHTENSTEIN. IN DER «WIRTSCHAFT ZUM LÖWEN» FANDEN DIE ERSTEN VERHANDLUNGEN STATT, DIE ZUR ASYLGEWÄHRUNG DURCH DAS FÜRSTENTUM LIECHTENSTEIN FÜHRTEN. ALS EINZIGER STAAT WIDERSETZTE SICH LIECHTENSTEIN DAMIT DEN SOWJETISCHEN AUSLIEFERUNGSFORDERUNGEN NACH ZWEIEINHALB JAHREN WURDE DEN RUSSEN DIE AUSREISE IN EIN LAND IHRER WAHL ERMÖGLICHT.
```

```
(ZDE V
 
HINTERSCHELLENBERGU V
 
NOCI Z
 
2. NA 3. KVĚTNA 1945 ZBYTEK «1. RUSKÉ NÁRODNÍ ARMÁDY NĚMECKÉHO WEHRMACHTU» HLEDAJÍCÍ AZYL SPOLU SE SVÝM GENERÁLMAJOREM A. HOLMSTON-SMYSLOWSKÝM — ASI 500 OSOB — V
 
PLNÉ ZBROJI PŘEKROČILA HRANICE VELKONĚMECKÉ ŘÍŠE DO LICHTENŠTEJNSKA. VE «WIRTSCHAFT ZUM LÖWEN» SE KONALA PRVNÍ VYJEDNÁVÁNÍ. TA VEDLA KE SCHVÁLENÍ UDĚLENÍ AZYLU ZE STRANY LICHTENŠTEJNSKÉHO KNÍŽECTVÍ. JAKO JEDINÝ STÁT SE TAK LICHTENŠTEJNSKO POSTAVILO NA ODPOR SOVĚTSKÝM POŽADAVKŮM NA VYDÁNÍ. PO DVOU A PŮL LETECH BYLO RUSŮM UMOŽNĚNO VYCESTOVÁNÍ DO LIBOVOLNÉ ZEMĚ.)
```